# Vysoká pri Morave
Vysoká pri Morave (allemand : Hochstetten) est un village de Slovaquie situé dans la région de Bratislava.

## Histoire
Première mention écrite du village en 1271.

## Démographie

### Évolution de la population
| Année:               | 1994. | 2004.   | 2014.    | 2024.   |
| -------------------- | ----- | ------- | -------- | ------- |
| Nombre de personnes: | 1790  | 1919    | 2211     | 2221    |
| Différence:          |       | +7,20 % | +15,21 % | +0,45 % |

| Année:               | 2023. | 2024.   |
| -------------------- | ----- | ------- |
| Nombre de personnes: | 2224  | 2221    |
| Différence:          |       | -0,13 % |

## Politique
| Nom          | Parti politique | date de l'élection | Fin du mandat |
| ------------ | --------------- | ------------------ | ------------- |
| Dušan Dvoran | SMER            | 02.12.2006         | Déc. 2010     |